# Tőz
Tőz (folyó) a Fekete-Körös baloldali mellékvize.

## Leírása
A Tőz Borosjenőtől északkeletre, a Béli-hegységben, Susányfalva fölött ered, majd Tamáshida alatt, Nagyzerind és Bélzerénd közt torkollik a Fekete-Körösbe.
A Tőz folyó torkolatánál kezdődik az egykori Ördög árka is; és Ágyától déli irányba, a Fehér-Körös felé halad.
A Tőz (folyó) nevét az oklevelek 1808-ban fluvius Tőz néven említették először, majd 1851-ben Fényes Elek leírásában; Tőz folyam Ágya falu vize, Tőz folyam Csermő egyik vize, ...vize Repszeg határán, Tőz folyó Seprős és Bélzerénd határán említette nevét.

## A Tőz melletti települések
- Susányfalva
- Ignafalva
- Repszeg
- Ágya
- Tőzmiske